# SN 2009gs
SN 2009gs – supernowa typu Ia odkryta 15 czerwca 2009 roku w galaktyce A211849-0557. W momencie odkrycia miała maksymalną jasność 16,60m.